# Tramlink

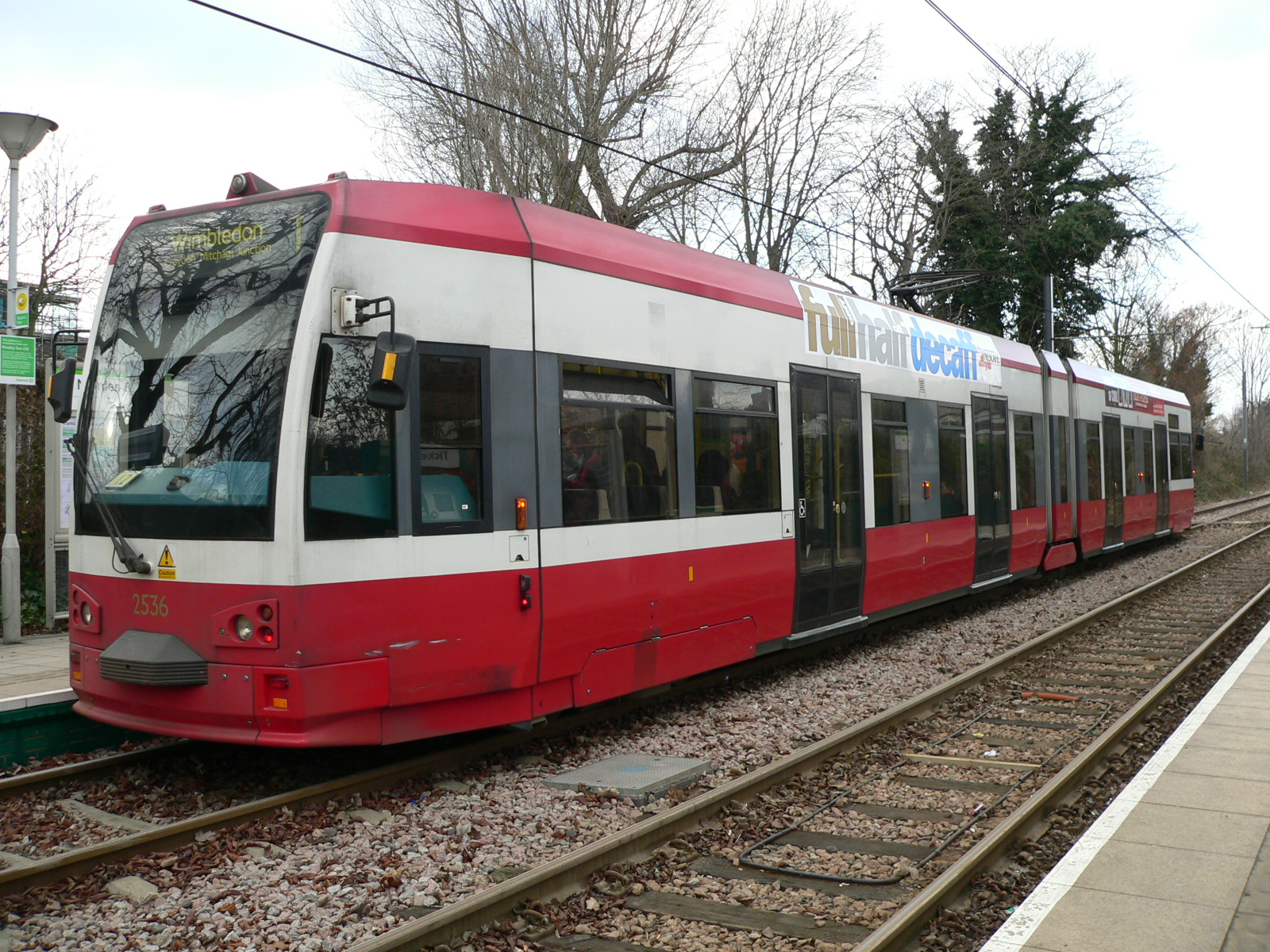
A Tramlink szerelvénye

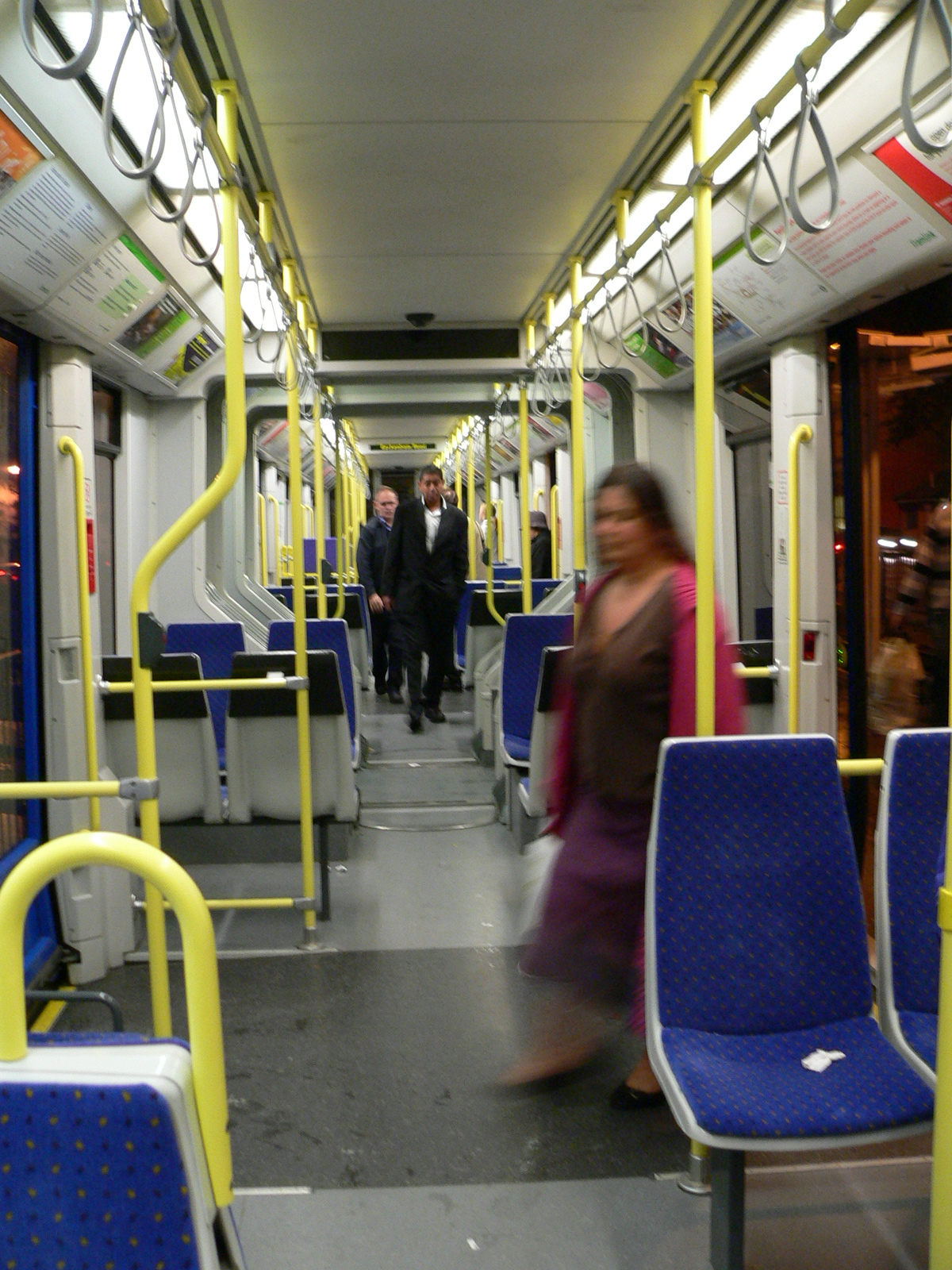
Egy szerelvény belülről

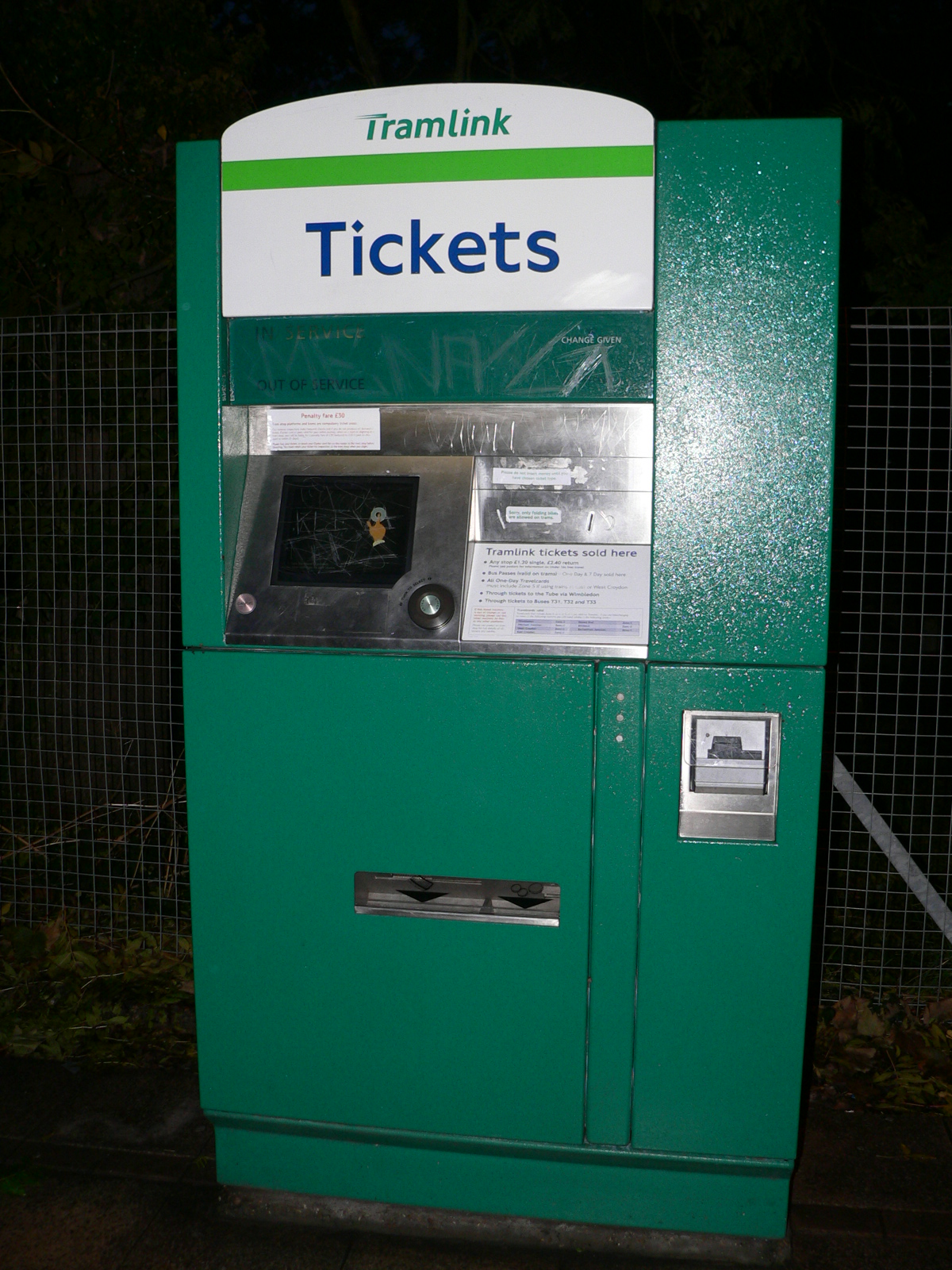
A hálózaton alkalmazott jegyárusító automata

A Tramlink (eredeti nevén: Croydon Tramlink) egy villamoshálózat, amely London városának déli területeit szolgálja ki. A szolgáltatást jelenleg a First London nevű cég üzemelteti a Transport for London nevében.
A Tramlink hálózata számos állomásnál érinti a National Rail vonalait. Azonban mivel a villamosok főként olyan területeken haladnak, amelyet a londoni metróhálózat kevésbé tud kiszolgálni, ezért az egyetlen átszállási lehetőség metróra Wimbledon-nál (District) található. A Tramlink hálózat 2000 májusában kezdte meg működését, központja Croydon.
A villamosok különféle pályákon futnak. A hálózatban egyaránt találhatóak útba süllyesztett pályák (amelyeken más járművek is közlekedhetnek), elkülönített villamospályák az utcákon, illetve olyan vonalak is, amelyek nem az utcák mentén haladnak.

## Fordítás
- Ez a szócikk részben vagy egészben  a   Tramlink című angol Wikipédia-szócikk fordításán alapul.  Az eredeti cikk szerkesztőit annak laptörténete sorolja fel. Ez a jelzés csupán a megfogalmazás eredetét és a szerzői jogokat jelzi, nem szolgál a cikkben szereplő információk forrásmegjelöléseként.